# Tamagotchi
Tamagotchi (たまごっち?) är en bärbar elektronisk leksak i varierande färger, som uppfanns av Aki Maita från Japan och utvecklades av leksaksföretaget Bandai. Den släpptes i den 23 november 1996 i Japan, och den 1 maj 1997 i USA.
Namnet "Tamagotchi" är en kombination av det japanska ordet för ägg, "たまご" (tamago?), och det engelska ordet för armbandsur, "watch" (japanska "ウオッチ" (uotchi?)). I Japan romaniseras namnet därför som "Tamagotch", utan "i" på slutet.

## Spelupplägg
Med en lågupplöst LCD-bildskärm och tre knappar ska spelaren uppfostra ett digitalt "sällskapsdjur" genom att bland annat disciplinera, leka, mata, klappa och spola toaletten efter tamagotchin. Om man följer spelets inbyggda parametrar och sköter om tamagotchin på ett tillfredsställande sätt utvecklas tamagotchin, om inte påskyndar man dess död. Det går dock att väcka liv i ett nytt husdjur.

## Mottagande och kritik
Tamagotchi-trenden ledde till att det elektroniska husdjuret i november 1997 utsågs till årets julklapp i Sverige.
Tamagotchi blev omdebatterat i skolorna. Under sent 1990-tal tog många barn med sig sin Tamagotchi till skolan, eftersom de två första vairanternas Tamagotchi (Generation 1 och Generation 2) dog inom mindre än en halv dag om den inte sköttes korrekt. Många lärare ansåg att detta störde lektionerna.
I augusti 2005 försökte Nick Xenophon, ledamot av South Australias parlament, förbjuda Tamagotchi Connection Version 2, eller sätta åldersgränsen R 18+, eftersom han fruktade att den skulle skapa "morgondagens spelmissbrukare".
År 1997 hade den danska gruppen Daze en hit med låten Tamagotchi som handlar om just denna typ av leksak.